# Castañas con leche
Las castañas con leche es un plato de castañas (Cagoxas) típico de algunos municipios de la provincia de Lugo (Galicia). Las castañas participan en diversas celebraciones gallegas en el otoño (un ejemplo es el magosto). Se suele servir como postre o desayuno.

## Características
Se emplean castañas gallegas (poseen Indicación Geográfica Protegida (IGP). Estas castañas se suelen mondar de sus dos capas. La preparación suele llevar dos cocciones. La primera se hace en una salmuera hirviendo. Se suelen aromatizar con canela e hinojo (denominado fiuncho). Tras la primera cocción se realiza una segunda en leche hasta que estén blandas. Se sirven como postre o desayuno.